# 虎鯨卡
虎鯨卡（英語：ORCA card，全名為One Regional Card for All）是美國華盛頓州普吉特海灣地區的一個非接觸式儲值智能卡收費系統，用於公共交通領域。此卡在西雅圖都會區大部分交通系統都適用，包括海灣公共交通局、當地巴士公司、華盛頓州渡輪、國王縣水上的士及基特塞普快速渡輪。虎鯨卡於2009年推出，由中央普吉特海灣地區車費協調計劃管理，該局由多個交通公司組成。
此卡可使用電子錢包，與借記卡和月票相同。虎鯨卡可在參與的售貨店、客戶服務中心及交通車站的自動售票機發售和增值。虎鯨卡允許在兩小時內免費轉乘不同交通系統。